# Austrotyla
Austrotyla – rodzaj dwuparców z rzędu Chordeumatida i  rodziny Conotylidae.
Trójkątne pola oczne tych dwuparców składają się z 20–24 oczu prostych. Samce mają płaty na udach odnóży trzeciej i czwartej pary, a u części gatunków także głowiaste płaty na biodrach odnóży dziesiątej i jedenastej pary. Ósma i dziewiąta para odnóży samca przekształcona jest w gonopody. Przednia para gonopodów jest płytkowato spłaszczona, ma skomplikowaną strukturę tylnych powierzchni i w pozycji spoczynkowej nakrywa znacznie od niej mniejsze kolpokoksyty gonopodów tylnej pary. Sternum przednich gonopodów zwykle jest częściowo podzielone. Tylna para gonopodów zwykle ma na kolpokoksytach pojedynczą kubkowatą lamellę oraz pręcikowatą lub płytkowatą i niekiedy pierzasto owłosioną gałąź pośrodkową.
Wije te występują wyłącznie w Ameryce Północnej, na terenie Stanów Zjednoczonych i północnego Meksyku.
Rodzaj ten wprowadził w 1961 Nell Bevel Causey. Należy tu 7 opisanych gatunków:
- Austrotyla borealis Shear, 1971
- Austrotyla chihuahua Shear, 1971
- Austrotyla coloradensis (Chamberlin, 1910)
- Austrotyla montani Loomis & Schmitt, 1971
- Austrotyla montivaga (Loomis, 1943)
- Austrotyla specus (Loomis, 1939)
- Austrotyla stephensoni Shear & Steinmann, 2013